# Bâle I
 (mars 2024).
Si vous disposez d'ouvrages ou d'articles de référence ou si vous connaissez des sites web de qualité traitant du thème abordé ici, merci de compléter l'article en donnant les références utiles à sa vérifiabilité et en les liant à la section « Notes et références ».
Bâle I fait référence à un ensemble de recommandations formulées en 1988 par le Comité de Bâle, un comité rassemblant les banquiers centraux des pays du G-10 sous l'égide de la Banque des règlements internationaux, à Bâle, pour garantir un niveau minimum de capitaux propres, afin d'assurer la solidité financière.
Ces recommandations, également connues sous le nom d'Accord de Bâle de 1988 (ou, plus précisément, Convergence internationale de la mesure et des normes de fonds propres - Juillet 1988, mise à jour en date d'avril 1998), visaient à assurer la stabilité du système bancaire international. En effet, comme indiqué dans le texte, l'accord ciblait en priorité les banques exerçant une activité internationale. 
Afin d'atteindre cet objectif, un ratio minimal de 8 % de fonds propres par rapport à l'ensemble des crédits accordés par les banques a été fixé. 
Ce ratio, appelé ratio Cooke par référence au président du Comité au moment de la mise en place des recommandations, fut mis en place dans la plupart des pays de l'OCDE en 1992. Il fut aménagé au milieu des années 1990 afin d'y intégrer la gestion des risques hors-bilan, tel que les risques liés aux dérivés, mais il devint rapidement évident qu'une refonte de l'Accord était nécessaire, ce que le Comité a réalisé avec Bâle II qui a été mis en œuvre à partir de 2006.

## Historique et approche
Le Comité de Bâle a été créé par les gouverneurs des banques centrales du G-10 en 1974, avec pour objectif premier l'amélioration de la stabilité du système bancaire international, lui-même garant de la stabilité d'un système financier de plus en plus internationalisé. 
Ainsi, dans l'introduction du texte, le Comité écrit : "Deux objectifs fondamentaux ont présidé aux travaux du Comité sur la convergence en matière de contrôle bancaire. Tout d’abord, le nouveau dispositif devrait servir à renforcer la solidité et la stabilité du système bancaire international ; deuxièmement, ce dispositif devrait être équitable et présenter un degré de cohérence élevé dans son application aux banques des différents pays, afin d’atténuer les inégalités concurrentielles existant entre les banques internationales." 
S'agissant dans un premier temps de limiter le risque de faillite, le Comité se concentra sur le risque de crédit.
Lorsqu'une banque subit des pertes sur les crédits accordés, elle ne peut couvrir ces pertes qu'en consommant son capital. Lorsque tout le capital est consommé, la banque commence à consommer les capitaux déposés ou qui lui ont été prêtés et est en état de faillite virtuelle (il est en fait peu vraisemblable qu'on en aille jusqu'au point où tout le capital sera consommé).

## Accord
L'Accord de Bâle de 1988 a placé au centre de son dispositif le ratio Cooke, qui veut que le ratio des fonds propres réglementaires (au sens large) d'un établissement de crédit par rapport à l'ensemble des engagements de crédit de cet établissement ne pouvait pas être inférieur à 8 %. Autrement dit, la banque doit financer chaque 100 (euros) de crédit de la façon suivante : minimum 8 (euros) en fonds propres et maximum 92 (euros) en utilisant ses autres sources de financement tels que dépôt, emprunts, financement interbancaire, etc.
L'accord définissait également ce qu'il fallait considérer comme fonds propres réglementaires et ce qu'il fallait considérer comme l'ensemble des engagements de crédit. 

### Fonds propres réglementaires au sens large
L'accord définit les deux composants des fonds propres, le noyau de fonds propres (capital de base) et les fonds propres complémentaires, ainsi que les éléments à déduire :
- Le noyau de fonds propres est composé du capital social (détail dans le texte de l'accord) et des réserves publiées ;
- Les fonds propres complémentaires qui comprennent les réserves non publiées (sous conditions), les réserves de réévaluation (sous conditions), les provisions générales ou réserves générales pour créances douteuses (constituées en prévision de pertes éventuelles), les instruments hybrides de dette et de capital et la dette subordonnée à terme ;
- Les éléments à déduire des fonds propres sont le goodwill et les investissements dans les filiales ayant une activité bancaire et financière qui ne sont pas consolidées dans les systèmes nationaux.

En outre, l'accord précise que le noyau de fonds propres doit composer a minima 50 % des fonds propres d'une banque.

### Engagements de crédit
L'ensemble des engagements de crédits de la banque étaient visés, avec toutefois certains aménagements :
- certains crédits étaient pondérés à des valeurs inférieures à 100 % selon la qualité du crédit ou de la contrepartie. Ainsi, certains crédits étaient pondérés à 50 % (crédits garantis par une hypothèque), 20 % (contrepartie bancaire, organisme international ou état non-OCDE) ou même 0 % (contrepartie = état OCDE)[2] ;

- certains engagements, tels les engagements à moins d'un an, n'étaient pas repris dans les engagements de crédit

## Mise en œuvre

### Mise en œuvre règlementaire
À strictement parler, l'accord ne contient que des recommandations, à charge de chaque état, membre ou non, et de chaque autorité de régulation, de les transposer dans son droit propre et de les appliquer. 
Dans l'Union Européenne, l'accord a été traduit dans le ratio de solvabilité européen (directive 89/647/CEE du 18 décembre 1989). La directive donne les éléments du dénominateur (risques pondérés). Le numérateur (les fonds propres), sera lui ultérieurement défini dans la Directive 89/299/CEE du Conseil du 17 avril 1989 concernant les fonds propres des établissements de crédit.
En France, cette directive est transposée en droit français par le Règlement n° 91-05 du 15 février 1991 relatif au ratio de solvabilité du Comité de la règlementation bancaire et financière (CRBF), qui énonce dans son article 1er : "Les « établissements de crédit » (Règlement n° 94-03 du 8 décembre 1994), ci-après dénommés établissements assujettis, sont tenus dans les conditions prévues au présent règlement de respecter en permanence un ratio de solvabilité, rapport entre le montant de leurs fonds propres et celui de l'ensemble des risques de crédit qu'ils encourent du fait de leurs opérations, au moins égal à 8 %." 

### Mise en œuvre pratique
En 1988, les banques françaises incluses dans le champ d'application de l'accord de Bâle disposent d'un niveau de fonds propres suffisant pour absorber les exigences à venir. En effet, comme mentionné dans l'article Ratios de solvabilité et banques françaises de Jean-Louis Butsch, publié dans la Revue d'économie financière en 1990 12-13 pp. 5-11, "L'examen des ratios Cooke des principales banques françaises à vocation internationale, calculés au 31 décembre 1988 met en évidence une situation plutôt satisfaisante. En effet, le ratio moyen atteint par les principales banques françaises se situe à 8,6 %,ce qui les place dans une situation médiane par rapport à leurs grandes concurrentes étrangères, les niveaux moyens constatés dans les autres pays s'étageant de 7 à 12 %. [...] Le ratio moyen obtenu à la fin de 1988 (8,6 %) correspond à un ratio de 7,5 % seulement lorsqu'il est calculé selon les normes définitives prescrites par le Comité de Bâle. [...] L'objectif de 8 % en 1992, bien qu'il exige un effort notable, ne paraît nullement hors de portée."
Les accords de Bâle sont actuellement appliqués dans plus d'une centaine de pays.

## Critiques
Il est rapidement apparu que Bâle I n'était qu'une étape sur un chemin qui n'a peut-être pas de fin.
Tout d'abord, la pondération des engagements de crédit était insuffisamment différenciée pour rendre compte de toute la complexité effective du risque crédit. Les banques ont généralement profité de ce manque de discrimination pour monter des opérations d'arbitrage prudentiel.
Ensuite, les années 1990 ont vu l'émergence d'un phénomène nouveau, à savoir la croissance explosive des dérivés et donc des risques "hors-bilan". Ceux-ci furent traités dans des recommandations additionnelles qui furent intégrées dans l'accord vers 1996 et qui imposaient un ratio de fonds propres distinct à la somme des engagements hors-bilan.
De même, ces accords illustrent les limites de la régulation micro-prudentielle, notamment du fait de la pro-cyclicité de cette règlementation.

## Disparition
Après plusieurs années de préparation, l'accord dit de Bâle II a été finalisé en 2005 et a déjà été traduit dans une Directive européenne. Il est totalement entré en application dans l'Union à partir du 1er janvier 2007.
Néanmoins, l'accord de 1988 (dans sa version amendée) ne disparaît pas entièrement, dans le sens où l'ensemble de ses éléments ne sont pas repris dans Bâle 2, et ce-dernier y fait parfois explicitement référence (il convient alors de s'y référer). À titre d'exemple, concernant les facteurs de conversion des engagements hors bilan en équivalent risque de crédit de l'approche standard de calcul des exigences minimales de fonds propres, le texte de Bâle 2 indique : "CCFs not specified in paragraphs 82 to 86 remain as defined in the 1988 Accord."